# Jacqueline Woodson
Jacqueline Woodson (Columbus, 12 de febrero de 1963) es una escritora estadounidense de literatura infantil y adolescente. Es conocida especialmente por la novela Miracle's Boys y por sus libros Brown Girl Dreaming, After Tupac and D Foster, Feathers y Show Way, todos ganadores de la medalla Newbery. Tras ejercer como Poeta Laureada de la Juventud entre 2015 a 2017, fue nombrada Embajadora Nacional de la Literatura Juvenil por la Biblioteca del Congreso de Estados Unidos entre 2018 y 2019. Su novela Another Brooklyn fue preseleccionada para el National Book Award for Fiction de 2016. Ganó el Premio Memorial Astrid Lindgren en 2018 y dos años después fue nombrada becaria MacArthur.
En su obra, Woodson incorpora temáticas como la historia de la comunidad afroamericana, la identidad de género, la pobreza y los desafíos de la adolescencia. Su novela Miracle's Boys fue adaptada al formato televisivo en un seriado del mismo nombre bajo la dirección de Spike Lee, Bill Duke, Ernest Dickerson, LeVar Burton y Neema Barnette, entre otros.

## Primeros años
Woodson nació en Columbus, Ohio y vivió en Nelsonville, Ohio, antes de que su familia se trasladara al sur. Durante sus primeros años vivió en Greenville, Carolina del Sur, antes de trasladarse a Brooklyn cuando tenía siete años. De niña disfrutaba contando historias y siempre supo que quería ser escritora. Sus libros favoritos de pequeña eran La pequeña cerillera de Hans Christian Andersen y Roll of Thunder, Hear My Cry de Mildred D. Taylor.

## Carrera
Sobre sus motivaciones para convertirse en escritora, afirmó: «Quería escribir sobre comunidades que me eran familiares y personas que me eran familiares. Quería escribir sobre comunidades de color. Quería escribir sobre chicas. Quería escribir sobre la amistad y todas esas cosas que sentía que faltaban en muchos de los libros que leía de niña».
Tras terminar la universidad, Woodson comenzó a trabajar en Kirchoff/Wohlberg, una editorial especializada en literatura infantil. Allí colaboró en la redacción de los exámenes de lectura estandarizados del estado de California, lo que atrajo la atención de Liza Pulitzer-Voges, agente de libros infantiles vinculada a la misma empresa. Aunque la colaboración con ella no prosperó, fue en esa época cuando Woodson comenzó a trabajar en su primer manuscrito.
Decidida a perfeccionar su oficio, se inscribió en un curso de escritura de libros infantiles impartido por Bunny Gable en The New School. Durante una lectura pública de su obra Last Summer with Maizon, Bebe Willoughby, editora de Delacorte, quedó impresionada y le pidió el manuscrito. Delacorte lo adquirió, pero poco después Willoughby dejó la editorial. Entonces fue Wendy Lamb quien asumió el proyecto y llevó a cabo la publicación del primer libro de Woodson.

### Inspiración
La juventud de Woodson transcurrió entre Carolina del Sur y Brooklyn. En una entrevista con Jennifer M. Brown, la escritora recordó: «El Sur era tan exuberante, tan lento y tan comunitario. La ciudad era próspera, dinámica y eléctrica. Brooklyn era mucho más diverso: en el bloque donde crecí había alemanes, dominicanos, puertorriqueños, afroamericanos del sur, caribeños y asiáticos».
Cuando se le pidió que nombrara sus influencias literarias en una entrevista con la periodista Hazel Rochman, Woodson respondió: «Dos escritores importantes para mí son James Baldwin y Virginia Hamilton. Me impresionó descubrir que Virginia Hamilton era una hermana como yo. Más tarde, Nikki Giovanni tuvo un efecto similar en mí. Creo que aprendí a escribir de Baldwin. Estaba en el futuro, escribía sobre raza y género mucho antes de que la gente se sintiera cómoda con esos diálogos. Cruzaba las líneas de clase por todas partes, y cada uno de sus personajes era extraordinariamente creíble. Todavía lo saco de mi estantería cuando me siento atascada». Otras influencias tempranas fueron The Bluest Eye y Sula, de Toni Morrison, y la obra literaria de Rosa Guy, así como su profesor de inglés en el instituto, el señor Miller. También nombró a Louise Meriwether como una fuente de inspiración.

### Estilo

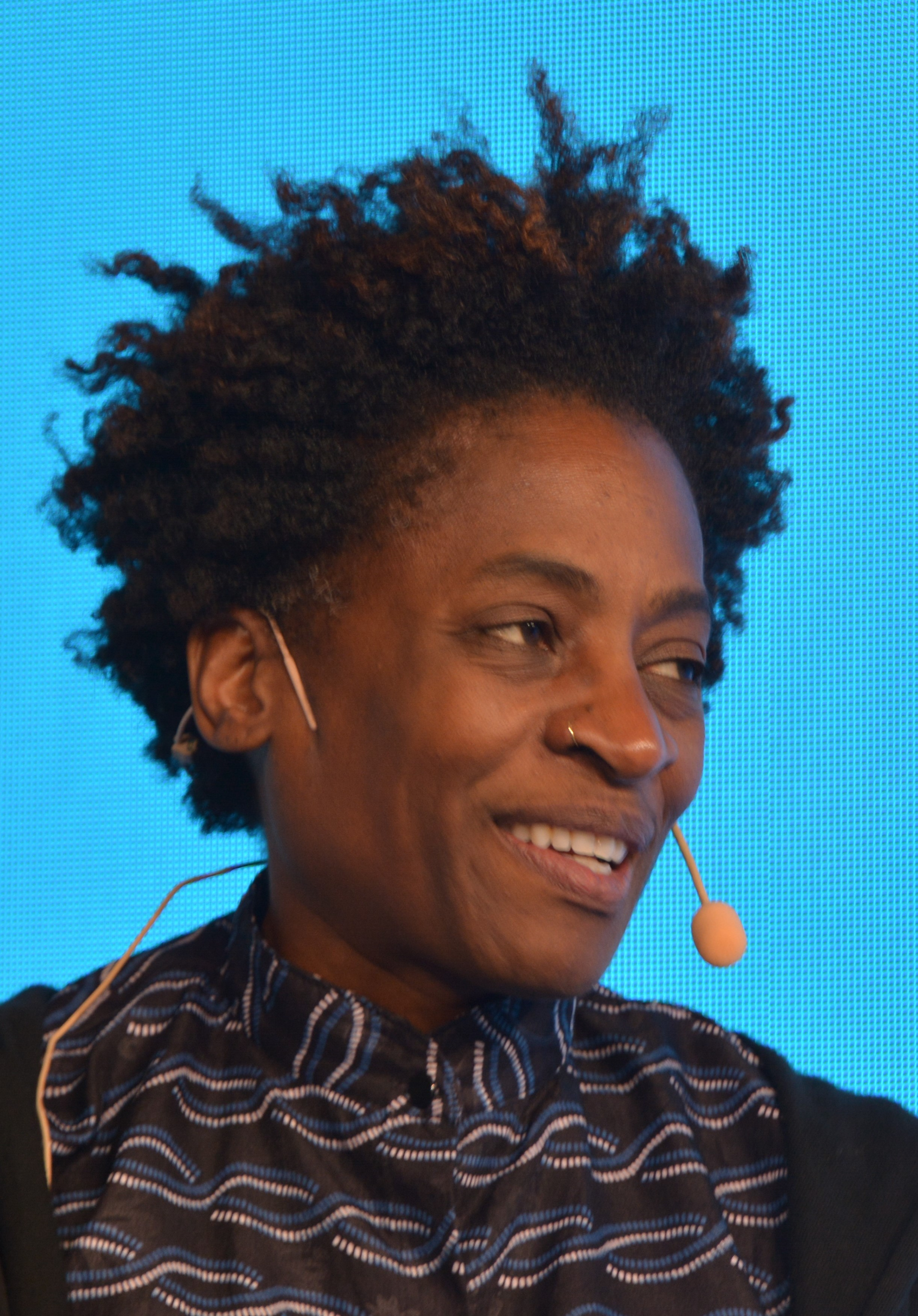
Woodson en 2018.

Como autora, Woodson es conocida por los detallados paisajes físicos que escribe en cada uno de sus libros. Pone límites en todas partes -sociales, económicos, físicos, sexuales, raciales- y luego hace que sus personajes traspasen los límites físicos y psicológicos para crear una historia fuerte y emotiva. También es conocida por su optimismo. Ha dicho que no le gustan los libros que no ofrecen esperanza. Ha puesto la novela Sounder de William H. Armstrong como ejemplo de novela «sombría» y «desesperanzada». En cambio, disfrutó con A Tree Grows in Brooklyn de Betty Smith. Aunque la familia era muy pobre, los personajes vivían «momentos de esperanza y pura belleza». Utiliza esta filosofía en sus propios escritos: «Si amas a las personas que creas, puedes ver la esperanza en ellas».
Escribe conscientemente para un público más joven. Hay autores que escriben sobre la adolescencia o desde el punto de vista de un joven, pero sus obras están destinadas a un público adulto. Woodson escribe sobre la infancia y la adolescencia pensando en un público juvenil. En una entrevista en la National Public Radio afirmó: «Escribo sobre adolescentes para adolescentes. Creo que la principal diferencia al escribir para un grupo de edad específico, especialmente para uno más joven, es que la escritura no puede apoyarse tanto en lo implícito. Tienes que estar más presente en el momento. Los adolescentes aún no tienen la perspectiva que da la experiencia adulta para mirar hacia atrás, así que todo se vive en el ahora, con una intensidad particular. Al escribir sobre la adolescencia, esa inmediatez y esa urgencia tienen que estar reflejadas en la página, porque así es como se vive esa etapa: todo se siente enorme, decisivo, incluso traumático. Y es fundamental que la escritura lo refleje, para que realmente conecte con ellos».

### Docencia
A su vez, Woodson ha influido en muchos otros escritores, como la surcoreana An Na, quien la considera su primera maestra de escritura. También imparte clases a adolescentes en el campamento de escritura de verano de la National Book Foundation, donde además coedita la antología anual que reúne los trabajos realizados por los participantes. Además, en la primavera de 2017 fue becaria visitante en la Biblioteca Estadounidense en París.

## Temáticas
Algunos críticos han calificado los escritos de Woodson como «temáticos», pero ella cree que sus libros incluyen cuestiones universales. Ha abordado temas de los que no se hablaba mucho cuando se publicaron sus libros, como las parejas interraciales, los embarazos adolescentes y la homosexualidad. A menudo lo hace con personajes comprensivos en situaciones realistas. Woodson afirma que su interés radica en explorar muchas perspectivas diferentes a través de sus escritos, no en imponer sus puntos de vista a los demás.
Woodson maneja algunas temáticas comunes que aparecen en varias de sus novelas. Explora cuestiones de género, clase y raza, así como la familia y la historia. Es conocida por utilizar estos temas comunes de forma innovadora. Aunque muchos de sus personajes reciben etiquetas que los hacen «invisibles» para la sociedad, la mayoría de las veces Woodson escribe sobre la búsqueda de sí mismos más que sobre la búsqueda de la igualdad o la justicia social.

### Género
Solamente The Notebooks of Melanin Sun, Miracle's Boys y Locomotion están escritos desde una perspectiva masculina. El resto de sus obras cuentan con narradoras femeninas. Sin embargo, su pequeño relato de 2009 «Trev», publicado en la antología How Beautiful the Ordinary: Twelve Stories of Identity, cuenta con un narrador masculino transgénero.

### Historia afroamericana
La escritora destacó el papel de la historia femenina afroamericana en sus relatos: «Las mujeres negras han estado en todas partes: construyendo ferrocarriles, limpiando cocinas, iniciando revoluciones, escribiendo poesía, dirigiendo campañas de inscripción de votantes y llevando a los esclavos a la libertad. Hemos estado ahí y lo hemos hecho. Quiero que la gente que me ha precedido forme parte de las historias que cuento, porque si no fuera por ellos, yo no estaría contando historias».
The Dear One (1990) es una obra que aborda las diferencias entre ricos y pobres dentro de la comunidad negra. La novela Red at the Bone (2019) entrelaza las historias de tres generaciones de una familia negra, incluyendo el trauma resultante de la masacre racial de Tulsa y los atentados del 11 de septiembre.
En Coming on Home Soon (2003) explora tanto la raza como el género en el contexto histórico de la Segunda Guerra Mundial. The Other Side (2001) es una mirada poética a la raza a través de dos chicas jóvenes, una negra y otra blanca, que se sientan a ambos lados de la valla que separa sus mundos.
En noviembre de 2014, Daniel Handler, el maestro de ceremonias del Premio Nacional del Libro, hizo un chiste relativo al estereotipo de la sandía cuando Woodson recibió un premio. En un artículo de opinión del New York Times publicado poco después, y titulado «The Pain of the Watermelon Joke», Woodson explicó que «al hacer luz de esa historia profunda y problemática» con su chiste, Handler había partido de un lugar de ignorancia. Subrayó la necesidad de su misión de «dar a las personas una idea de la historia brillante y brutal de este país, para que nadie llegue a pensar que puede subirse a un escenario una noche y reírse del dolor de otro».

### Identidad sexual
The House You Pass on the Way es una novela que aborda la identidad gay a través de sus dos protagonistas. La escritora lo explicó de la siguiente manera: «Staggerlee sabe quién es, pero su amiga Trout está luchando, conformándose, intentando encajar en algún sitio. Ojalá yo hubiera tenido este libro cuando era niña e intentaba encajar siendo tan poco femenina».
En The Dear One, Woodson presenta una relación lésbica profundamente comprometida entre Marion y Bernadette. Luego la contrasta con una familia heterosexual disfuncional, lo que lleva a que una adolescente de Harlem llamada Rebecca se mude con ellas y con su hija de doce años, Feni.

## Recepción de su obra
Last Summer with Maizon, su primer libro, fue elogiado por la crítica por crear personajes femeninos positivos. La prensa también destacó su convincente sentido del lugar y las vívidas relaciones entre los personajes. Los dos libros siguientes de la trilogía, Maizon at Blue Hill y Between Madison and Palmetto, también fueron bien recibidos por sus personajes realistas y su sólido estilo de escritura. Los temas de la autoestima y la identidad se abordan a lo largo de los tres libros. Algunos críticos consideraron que la trilogía carecía ligeramente de enfoque, ya que abordaba demasiados problemas de forma superficial y rápida en muy pocas páginas.
Al anunciarla como galardonada con el Premio Margaret A. Edwards de la Asociación Estadounidense de Bibliotecas en 2006, la mención de la presidenta del jurado de bibliotecarios afirmaba: «Los libros de Woodson son exploraciones poderosas, innovadoras y muy personales de las muchas formas en que la identidad y la amistad trascienden los límites del estereotipo».
En octubre de 2020, Woodson ganó una beca MacArthur. Dicha fundación la reconoció por «redefinir la literatura infantil y juvenil en obras que reflejan la complejidad y diversidad del mundo en que vivimos, al tiempo que amplían las habilidades intelectuales y la capacidad de empatía de los jóvenes lectores». Se manifestó también que sus libros «evocan la esperanza y el poder de la conexión humana incluso cuando abordan temas difíciles». La autora declaró que pensaba utilizar el dinero de la subvención para ampliar Baldwin for the Arts, el programa de residencias para personas de color que ella fundó.

## Censura
Algunos de los temas que abordan los libros de Woodson generan preocupación entre muchos censores. La homosexualidad, el abuso infantil, el lenguaje fuerte y otros contenidos han provocado conflictos relacionados con la censura. En una entrevista con NPR, la autora comentó que en realidad utiliza muy pocas palabras fuertes o groserías en sus libros y que los problemas que los adultos tienen con los temas que trata dicen más sobre sus propias incomodidades que sobre lo que deberían estar pensando sus estudiantes. Además, sugiere que la gente observe las múltiples influencias externas a las que los adolescentes tienen acceso hoy en día, y luego compare eso con los temas presentes en sus libros.

## Premios y reconocimientos destacados
Entre 1995 y 2004, Woodson ganó en cuatro ocasiones el Premio Coretta Scott King. En 2006 obtuvo el Premio Margaret Edwards y en 2006, 2008 y 2009 ganó logró la Medalla Newbery con sus obras Show Way, Feathers y After Tupac and D Foster. En 2014 fue reconocida con el Premio Nacional del Libro en la categoría de literatura juvenil por Brown Girl Dreaming, el cual le valió además una nueva Medalla Newbery en 2015. Su novela Another Brooklyn fue preseleccionada para el National Book Award for Fiction de 2016. Otros galardones obtenidos por Woodson incluyen el Premio Memorial Astrid Lindgren (2018), el Premio Jane Addams de Literatura Infantil (2019), el Premio Hans Christian Andersen (2020) y la Beca MacArthur (2020), entre otros.

### Premio Jacqueline Woodson
En 2024 fue creado en honor a la escritora el Premio Jacqueline Woodson de Literatura Juvenil y LGBTQ. El evento anual es presentado por Publishing Triangle y honra «obras de literatura dirigidas a niños y jóvenes que exploran temas relacionados con experiencias, identidades y problemas de la comunidad LGBTQ+». Los libros seleccionados exploran estas temáticas «de una manera sensible y apropiada para la edad».

## Vida personal
Woodson es abiertamente gay. Vive en Park Slope, Brooklyn con su compañera Juliet Widoff, médico. La pareja tiene dos hijos.

### Adultos
- Autobiography of a Family Photo (1995)
- Another Brooklyn (2016)
- Red at the Bone (2019)
- Remember Us (2023)

### Adolescentes
- Last Summer with Maizon (1990)
- Maizon at Blue Hill (1992)
- Between Madison and Palmetto (1993)
- Feathers (2007)
- After Tupac and D Foster (2008)
- Peace Locomotion (2009)
- Locomotion (2010)
- Brown Girl Dreaming (2014)
- Harbor Me (2018)
- Before the Ever After (2020)

### Juvenil e infantil
- The Dear One (1990)
- I Hadn't Meant to Tell You This (1994)
- From the Notebooks of Melanin Sun (1995)
- The House You Pass on the Way (1997)
- If You Come Softly (1998)
- Lena (1999)
- Miracle's Boys (2000)
- Hush (2002)
- Behind You (2004)
- Beneath a Meth Moon (2012)
- The Letter Q: Queer Writers' Notes to Their Younger Selves (2012))

### Obras ilustradas
- Martin Luther King, Jr. and His Birthday (1990)
- Book Chase (1994)
- We Had a Picnic This Sunday Past (1997)
- Sweet, Sweet Memory (2000)
- The Other Side (2001)
- Visiting Day (2002)
- Our Gracie Aunt (2002)
- Coming on Home Soon (2003)
- Show Way (2006)
- Pecan Pie Baby (2010)
- Each Kindness (2012)
- This Is the Rope (2013)
- The Day You Begin (2018)
- The Year We Learned to Fly (2022)
- The World Belonged To Us (2022)

Fuente: